# Marionet

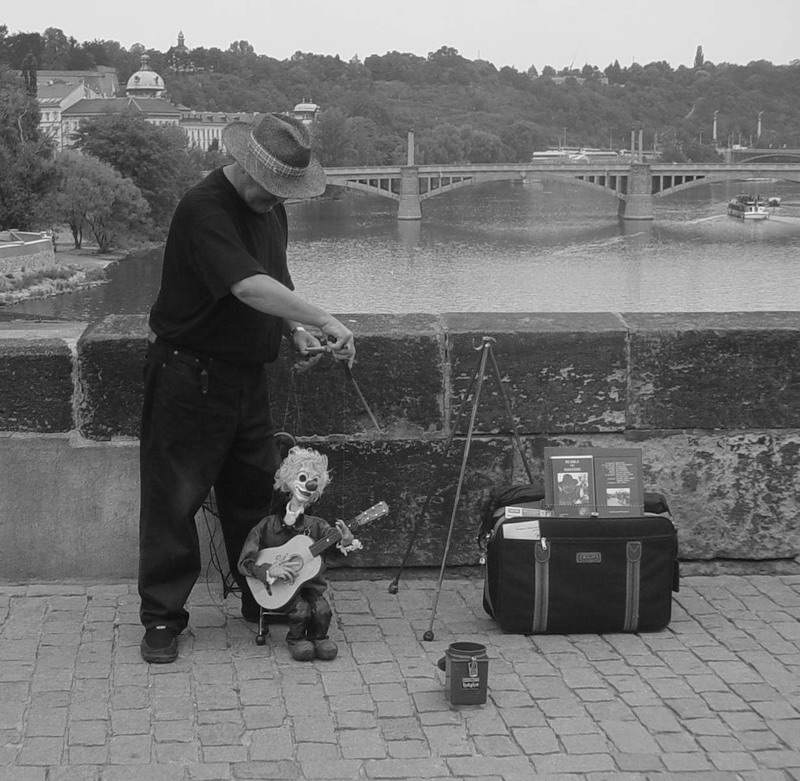
Marionettenspeler op de Karelsbrug in Praag

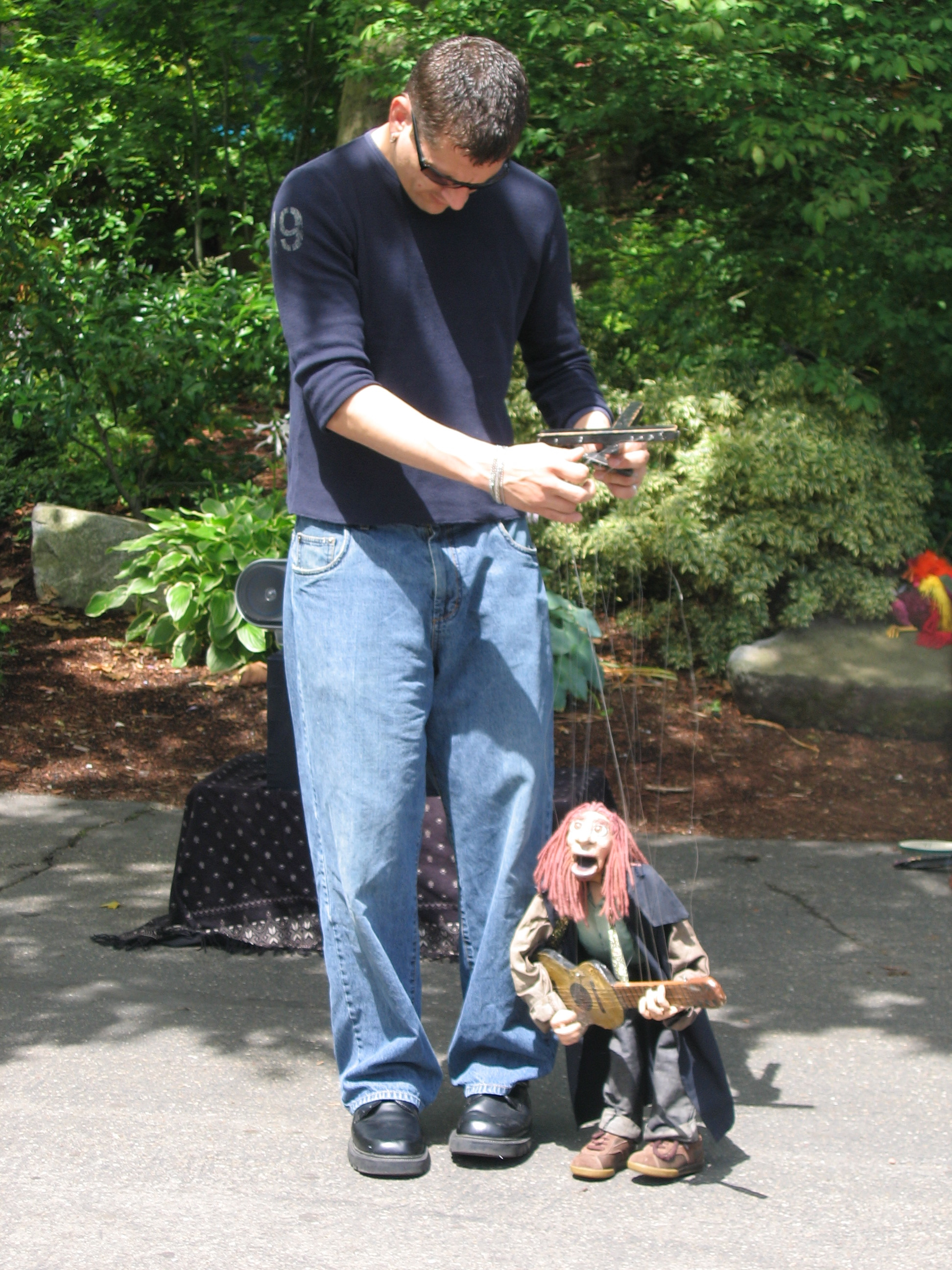
Een marionetspeler op straat in Seattle

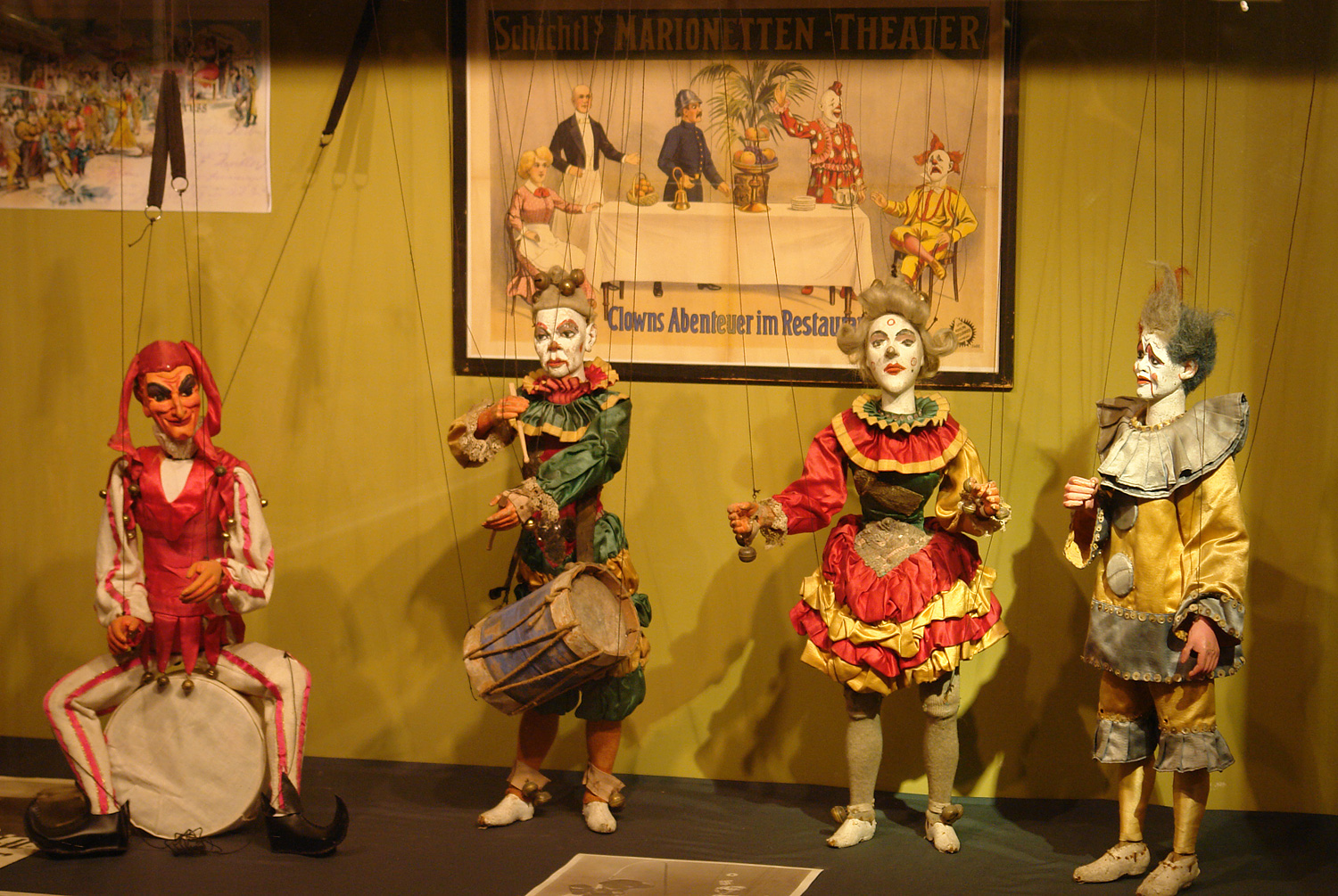
Marionetten uit Duitsland

Een marionet is een pop die bewogen wordt door middel van draadjes aan armen, benen en andere lichaamsdelen.
In overdrachtelijke zin is een marionet een persoon die zuiver in dienst van iemand anders handelt.

## Geschiedenis
In de westerse wereld zijn marionetten ontstaan in de middeleeuwen van Frankrijk. Het Franse woord marionette is het verkleinwoord van "Marion", dat weer een verkleinwoord van "Maria" was omdat de poppen werden gebruikt in uitbeelding van bijbelse verhalen.
Marionetten worden sindsdien in allerlei landen vervaardigd en gebruikt in verschillende optredens. Ze zijn in verschillende vormen bekend en de "besturing" van de poppen kan van heel eenvoudig tot heel gecompliceerd zijn.
Bekend zijn de marionetten uit Sicilië en uit Praag.
De marionet Pinokkio kwam tot leven in het verhaal van Carlo Collodi.

## Afbeeldingen

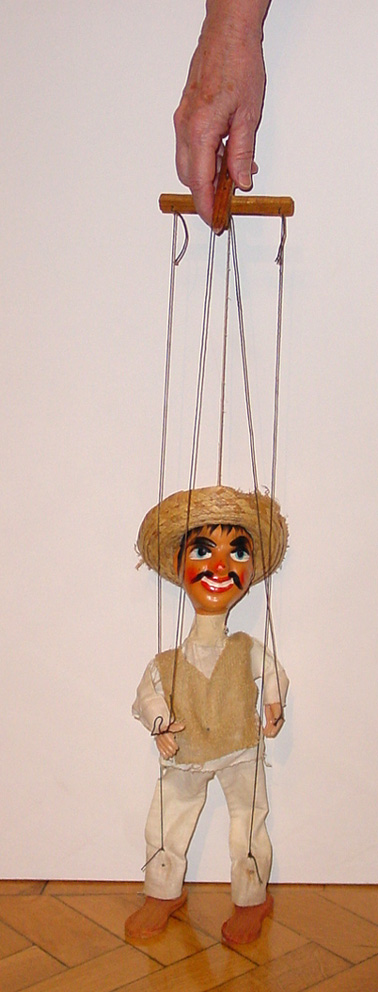
Marionet van een Mexicaan
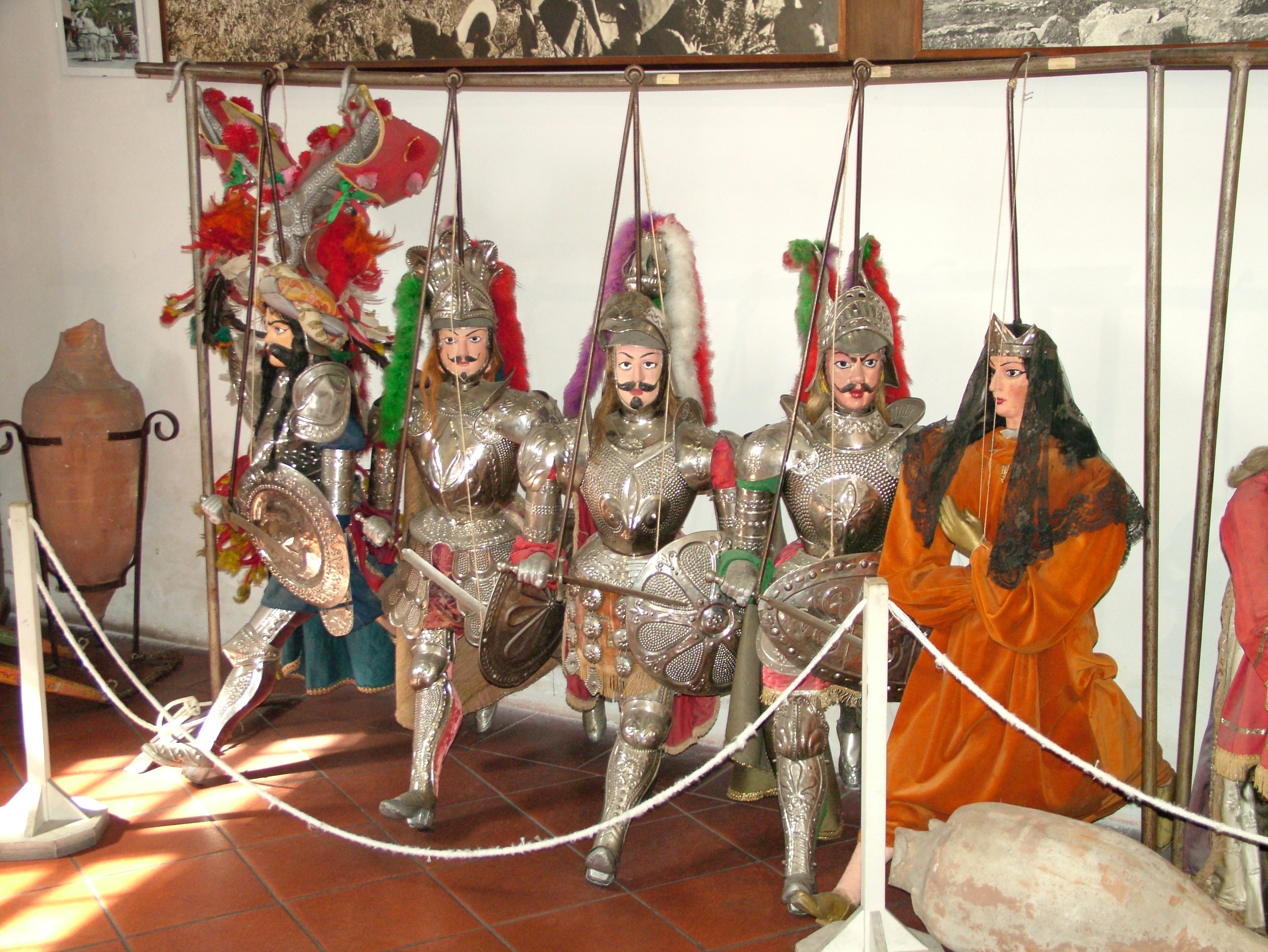
Marionetten uit het Opera dei Pupi, Sicilië
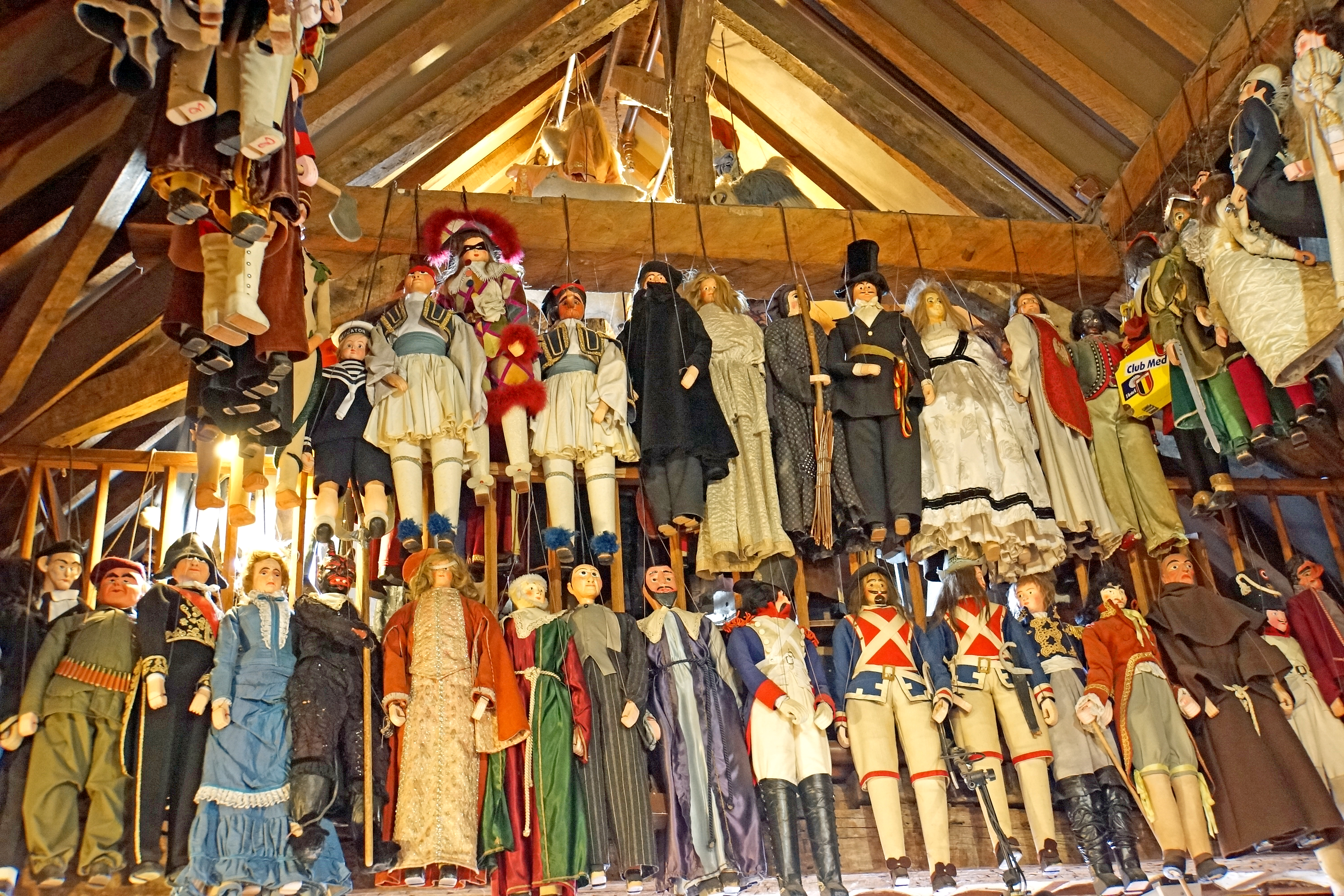
Marionetten uit het Koninklijk Poppentheater Toone, Brussel
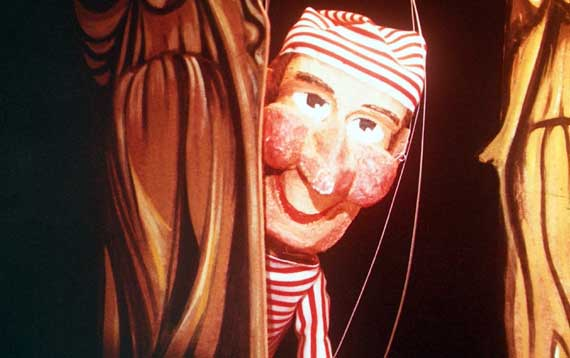
Marionet Kalleke step van Dendermonde
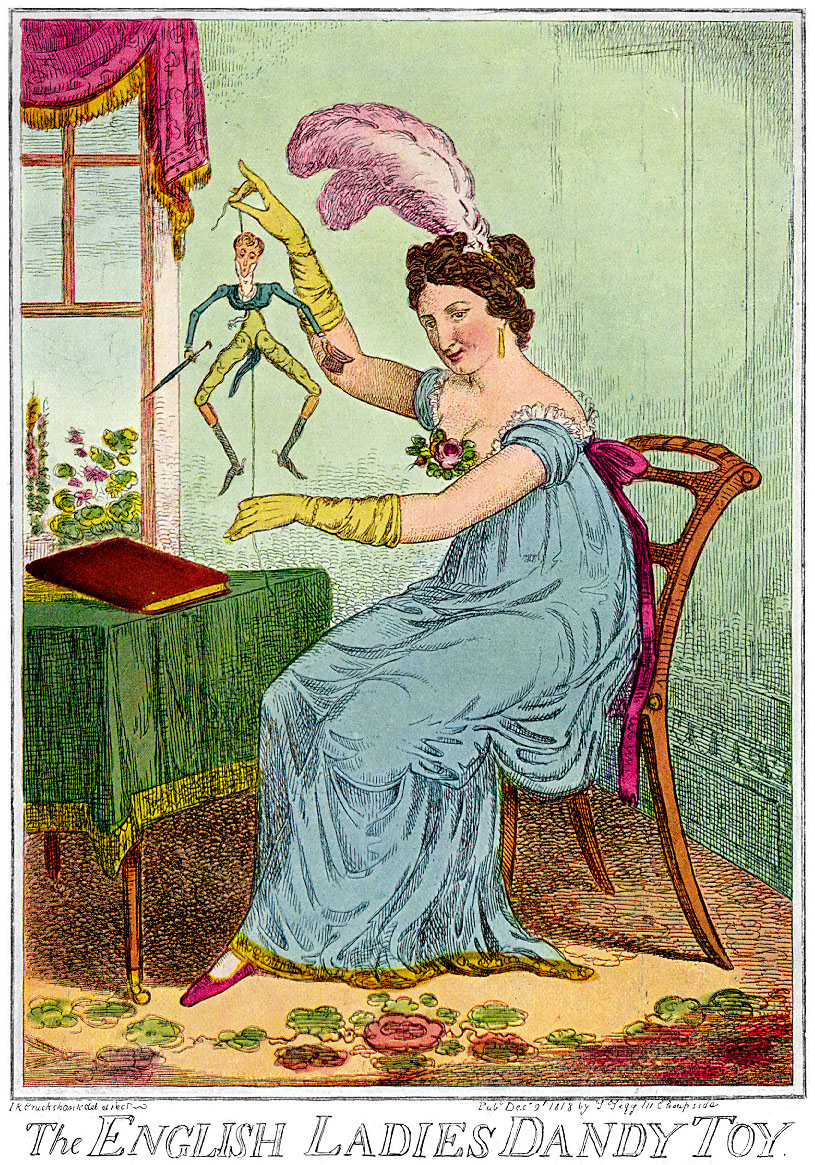
Afbeelding uit 1818
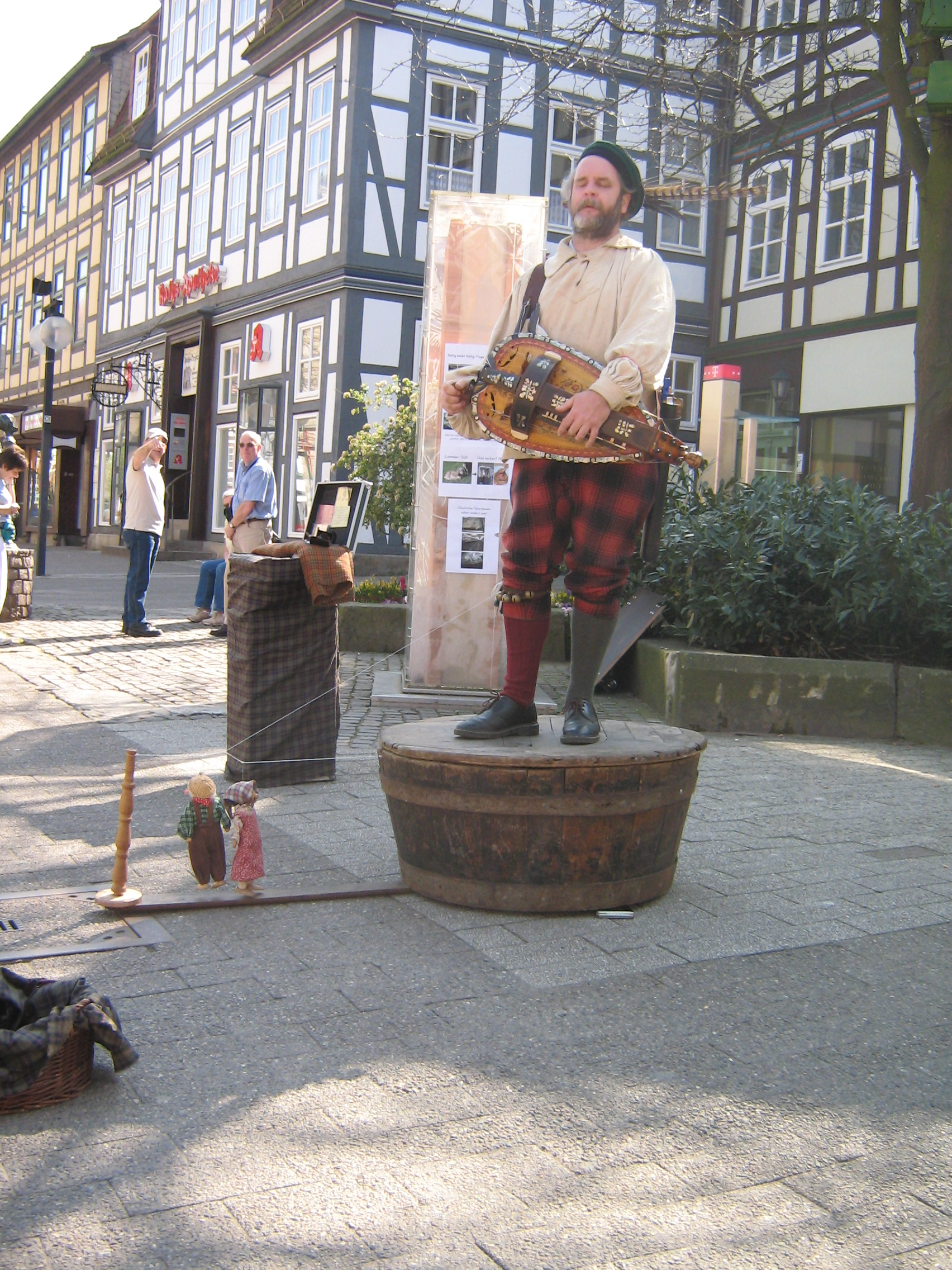
Een poppenspeler met marionetten in de binnenstad van Hamelen
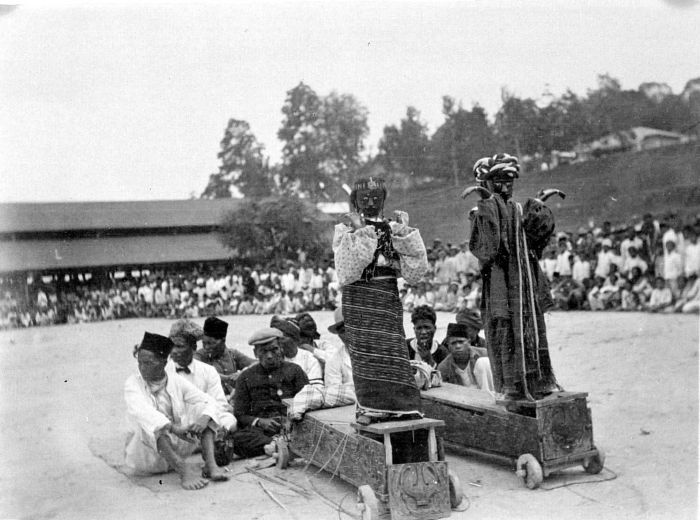
Twee grote marionetten met daarachter een groep mannen en in de verte publiek bij de poppendans waarbij de ziel van een overledene wordt gemaand in de pop te komen, 1928, Wereldmuseum Amsterdam
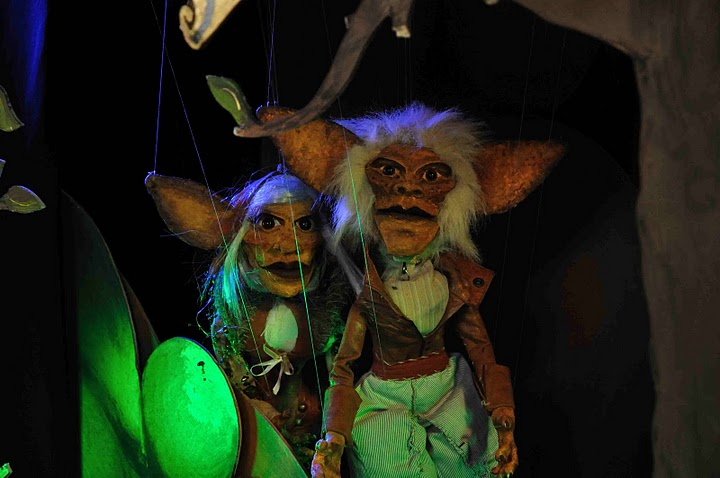
Marionetten in de vorm van korrigans